# Supercharged
Albums de The Offspring
Let the Bad Times Roll
(2021)
Singles
1. Make It All Right
Sortie : 7 juin 2024
2. Light It Up
Sortie : 2 août 2024
3. Come to Brazil
Sortie : 13 septembre 2024
4. Ok, But This Is The Last Time
Sortie : 11 octobre 2024

Supercharged est le onzième album studio du groupe de punk rock américain The Offspring, sorti le 11 octobre 2024 sur le label Concord Records.
L'album est produit par Bob Rock, qui avait participé aux trois albums studios précédents. Il s'agit du premier album à présenter le bassiste Todd Morse comme un membre officiel du groupe, ainsi que le premier à introduire le multi-instrumentiste Jonah Nimoy et le batteur Brandon Pertzborn (en), faisant de cet album le premier du groupe à contenir 5 membres.

## Contexte et enregistrement
Dans un interview de septembre 2022 avec la station de radio brésilienne 89FM A Rádio Rock, le leader Dexter Holland confirme que The Offspring a commencé à travailler sur son onzième album studio : « Nous voulons continuer à faire avancer les choses. Nous avons dû prendre des vacances pendant la pandémie et nous nous sommes dit : « Nous sommes de retour. Profitons-en au maximum dès maintenant ». Nous travaillons donc sur un nouvel album »,. Holland déclare au Times Colonist en novembre de la même année que le groupe commencera à enregistrer l'album en janvier 2023 avec le producteur Bob Rock. The Offspring annonce sur les réseaux sociaux en mars 2023 qu'ils sont « de retour au studio ».
En septembre 2023, lorsqu'on demande à Noodles si le nouvel album retourne au son « old school » du groupe ou s'il s'agit d'une « nouvelle ère d'Offspring », il déclare qu'il s'agit « d'un peu des deux à la fois. La dernière chanson que nous avons faite sonne vraiment comme une vieille école - un peu comme Come Out Swinging. Il y a vraiment des trucs de la vieille école, des trucs rock et des trucs punk pop aussi, c'est sûr ».
En mai 2024, dans un interview pour la station radio d'Atlanta 99X, Holland et Noodles confirment que le onzième album studio du groupe est fini et qu'ils travaillent sur la pochette  et le titre,. Le mois suivant, le titre, Supercharged, est annoncé, ainsi que la date de sortie, le 11 octobre 2024. Le premier single de l'album, Make It All Right, sort le 7 juin 2024. Le second single, Light It Up, sort le 2 août 2024. Le troisième single, Come to Brazil, sort le 13 septembre 2024. Le quatrième et denrier single, OK, But This Is The Last Time, sort le 11 octobre 2024.
Holland déclare lors d'une conférence de presse : « Nous voulions que cet album ait une énergie pure - du début à la fin ! C'est pourquoi nous l'avons appelé Supercharged, de l'apogée de nos aspirations à la profondeur de nos luttes, nous parlons de tout cela sur ce disque... d'une manière qui célèbre la vie que nous partageons et où nous en sommes maintenant. ».
L'album est enregistré dans trois lieux différents : Maui, Vancouver et le home studio du groupe à Huntington Beach.
Les parties de batterie sont séparées entre le nouveau batteur, Brandon Pertzborn (en), et le session drummer de retour, Josh Freese, tandis que les parties de basse sont séparées entre Dexter Holland et le bassiste Todd Morse.

## Liste des pistes
Toutes les chansons sont écrites et composées par Dexter Holland.
| Supercharged | Supercharged                  | Supercharged | Supercharged | Supercharged | Supercharged | Supercharged | Supercharged | Supercharged | Supercharged |
| No           | Titre                         | Durée        |              |              |              |              |              |              |              |
| ------------ | ----------------------------- | ------------ | ------------ | ------------ | ------------ | ------------ | ------------ | ------------ | ------------ |
| 1.           | Looking Out for #1            | 3:16         |              |              |              |              |              |              |              |
| 2.           | Light It Up                   | 2:52         |              |              |              |              |              |              |              |
| 3.           | The Fall Guy                  | 2:34         |              |              |              |              |              |              |              |
| 4.           | Make It All Right             | 3:34         |              |              |              |              |              |              |              |
| 5.           | Ok, But This Is the Last Time | 3:23         |              |              |              |              |              |              |              |
| 6.           | Truth in Fiction              | 2:00         |              |              |              |              |              |              |              |
| 7.           | Come to Brazil                | 4:19         |              |              |              |              |              |              |              |
| 8.           | Get Some                      | 2:57         |              |              |              |              |              |              |              |
| 9.           | Hanging by a Thread           | 3:26         |              |              |              |              |              |              |              |
| 10.          | You Can't Get There from Here | 3:54         |              |              |              |              |              |              |              |
| 32:15        |                               |              |              |              |              |              |              |              |              |

| Japanese edition bonus disc | Japanese edition bonus disc                                 | Japanese edition bonus disc | Japanese edition bonus disc | Japanese edition bonus disc | Japanese edition bonus disc | Japanese edition bonus disc | Japanese edition bonus disc | Japanese edition bonus disc | Japanese edition bonus disc |
| No                          | Titre                                                       | Durée                       |                             |                             |                             |                             |                             |                             |                             |
| --------------------------- | ----------------------------------------------------------- | --------------------------- | --------------------------- | --------------------------- | --------------------------- | --------------------------- | --------------------------- | --------------------------- | --------------------------- |
| 1.                          | Gotta Get Away (Live in Anaheim, California)                | 3:46                        |                             |                             |                             |                             |                             |                             |                             |
| 2.                          | Genocide (Live in Anaheim, California)                      | 4:08                        |                             |                             |                             |                             |                             |                             |                             |
| 3.                          | Gone Away (Live in Anaheim, California)                     | 5:02                        |                             |                             |                             |                             |                             |                             |                             |
| 4.                          | Blitzkrieg Bop (Live in Anaheim, California; Ramones cover) | 1:54                        |                             |                             |                             |                             |                             |                             |                             |
| 14:50                       |                                                             |                             |                             |                             |                             |                             |                             |                             |                             |

## Crédits
Source : notes de pochette,.

### The Offspring
- Dexter Holland – voix principale et backs, guitare rythmique, basse, claviers (1, 10)
- Noodles – guitare principale
- Todd Morse – basse
- Jonah Nimoy – claviers
- Brandon Pertzborn (en) – batterie (2, 3, 6, 10)

### Musiciens additionnels
- Josh Freese – batterie (all except 2, 3, 6, 10)
- Bob Rock – guitare additionnelle, backing vocals
- Adam Greenholtz – claviers (1, 3–5, 9, 10), backing vocals
- Jamie Muhoberac (en) – claviers (1)
- Dave Pierce (en) – strings, claviers (5, 9)
- Rebecca Shoichet (en) – additional vocals sur Make It All Right
- Adam Garrett – backing vocals

### Production
- Bob Rock – producer, mixing
- Adam Greenholtz – mixing
- Emily Lazar (en) – mastering engineer
- Annie Kennedy – assistant engineer
- Theo Wagner – assistant engineer
- Ryan Enockson – assistant engineer
- Stephen Hogan – assistant engineer
- Andrew Fowler – assistant engineer
- John Dibiasi – assistant engineer
- Eric Helmkamp – additional recording
- Deveed Benito – cover art

## Accueil critique
Les critiques presses sont globalement positives, celles-ci considérant en général Supercharged meilleur que le précédent album, Let the Bad Times Roll (2021). Cependant, il s'agit du premier album studio depuis Ignition (1992) à ne pas entrer dans le classement Billboard 200.

## Classements
| Chart (2024)                                      | Peak position |
| ------------------------------------------------- | ------------- |
| Australie (ARIA)                                  | 4             |
| Autriche (Ö3 Austria Top 40)                      | 3             |
| Belgique (Flandre Ultratop)                       | 59            |
| Belgique (Wallonie Ultratop)                      | 23            |
| Tchéquie (IFPI)                                   | 57            |
| Finland Physical Albums (Suomen virallinen lista) | 9             |
| France (SNEP)                                     | 18            |
| France Rock & Metal Albums (SNEP)                 | 3             |
| Allemagne (Media Control AG)                      | 6             |
| Grèce (IFPI)                                      | 74            |
| Japon (Oricon)                                    | 22            |
| Japanese Digital Albums (Oricon)                  | 7             |
| Japanese Hot Albums (Billboard Japan)             | 15            |
| Pologne (ZPAV)                                    | 57            |
| Écosse (OCC)                                      | 14            |
| Espagne (Promusicae)                              | 30            |
| Suède albums physiques (Sverigetopplistan)        | 18            |
| Suisse (Schweizer Hitparade)                      | 5             |
| Royaume-Uni (UK Albums Chart)                     | 43            |
| Royaume-Uni (Rock & Metal Albums)                 | 1             |
| États-Unis (Independent Albums)                   | 36            |
| US Top Album Sales (en) (Billboard)               | 11            |
| US Top Rock & Alternative Albums (Billboard)      | 50            |